# Dow Finsterwald
Dow Finsterwald, född 6 september 1929 i Athens, Ohio, död 4 november 2022 i Colorado Springs, Colorado, var en amerikansk golfspelare.
Finsterwald vann majortävlingen PGA Championship 1958 på Llanerch Country Club i Havertown i Pennsylvania. Han gick de fyra rundorna på 276 slag och vann före Billy Casper med två slag. Det var det första året som tävlingen spelades som slagspelstävling. Året före förlorade han tävlingen då han i finalen besegrades av Lionel Hebert. Han vann Vardon Trophy 1957 för den lägsta genomsnittsscoren på PGA-touren och han utsågs till PGA Golfer of the Year 1958.
Utöver sin majorseger vann han ytterligare elva tävlingar på PGA-touren mellan 1955 och 1963 och han deltog i det amerikanska Ryder Cup-laget 1957, 1959, 1961 och 1963. Han var kapten för laget 1977.
Finsterwald var perfektionist och han var känd som en duktig puttare. Han var klubbprofessional på golfklubben The Broadmoor i Colorado Springs mellan 1963 och 1993.